# Matorral de cactáceas de Cuba

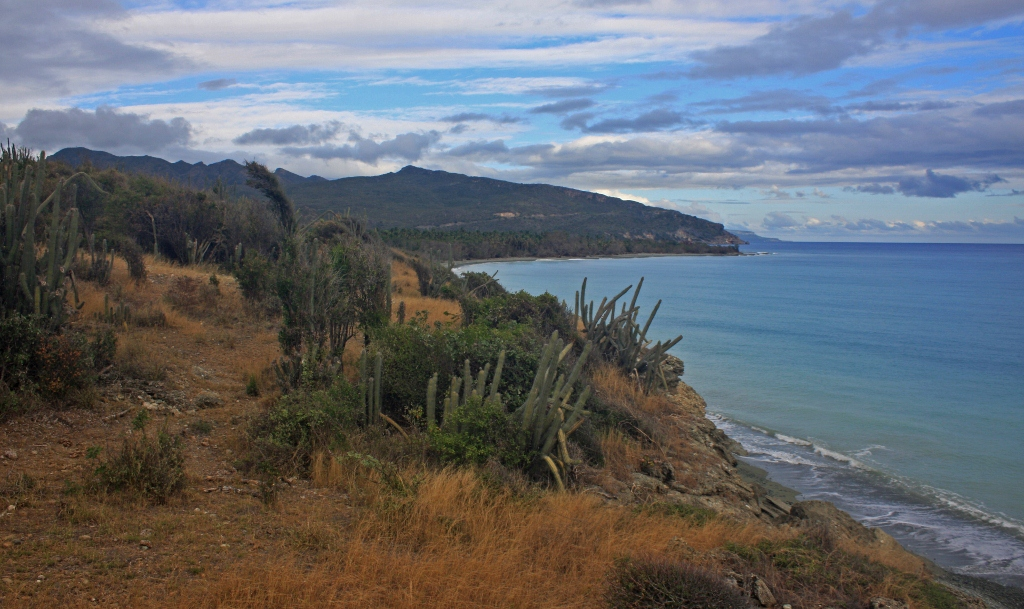
Costa xerófila de la provincia de Guantánamo.

El matorral de cactáceas de Cuba es una ecorregión clasificada como matorral xerófilo, que ocupa una extensión de 3300 km² en la costa de sotavento de Cuba. La mayor parte de la ecorregión se encuentra en el sureste de la isla, en las provincias de Guantánamo y Santiago de Cuba.  La ecorregión recibe menos de 800 mm de lluvia al año. El suelo predominante se compone de rendzinas costeras que se derivan de caliza coralina.  El matorral de cactáceas de Cuba se compone de cuatro zonas de vegetación: matorral xerófilo costero y subcostero, semidesierto espinoso costero, matorral esclerófilo costero, y matorral rocoso costero.

## Matorral xerófilo costero y subcostero
La vegetación del matorral xerófilo costero y subcostero alcanza una altura de 6 metros y está dominada por palmas y suculentas, especialmente cactus. Plantas perennes comunes incluyen cafecillo (Bourreria virgata), mostacilla (Capparis cynophallophora), guairaje (Eugenia foetida), Bursera glauca, B. cubana, Croton spp., Cordia spp., Calliandra colletioides, Caesalpinia spp., Acacia spp., Phyllostylon brasiliense, Pseudosamanea cubana y guayacán negro (Guaiacum officinale).  Tuna (Opuntia stricta), O. militaris, pitahaya (Harrisia eriophora), jijira (H. taetra), miramar (Pilosocereus polygonus), aguacate cimarrón (Dendrocereus nudiflorus), maguey (Agave spp.), erizo (Melocactus spp.) y Leptocereus spp. son suculentas típicas.

## Semidesierto espinoso costero
Semidesierto espinoso costero es similar al matorral xerófilo costero y subcostero en que ambos tienen la misma composición de suculentas y alcanzan una altura de 6 m.  Sin embargo, las suculentas representan una proporción más pequeña de las planta en esta zona.  Otras especies de plantas incluyen vomitel colorado (Cordia sebestena), manzanillo (Hippomane mancinella) y lirio de costa (Plumeria filifolia).

## Matorral esclerófilo costero
La vegetación en esta zona es esclerófila, lo que significa que sus hojas son duras. Alcanza una altura de 3 m, y los árboles emergentes llegan hasta 5-6 m.  Esta zona representa la transición entre los matorrales xerófilos y el ambiente algo más húmedo de los bosques secos de Cuba.  La flora incluye yana (Picrodendron baccatum), carne de doncella (Maytenus buxifolia), yamaguey de loma (Pictetia spinosa), granadillo (Brya ebenus) y ébano (Diospyros grisebachii).

## Matorral rocoso costero
La vegetación más escasa y atrofiada crece en esta zona, que se encuentra adyacente al mar en suelo karstico.  La flora tolera el viento y la niebla salina, e incluye romero de playa (Borrichia arborescens), incienso de playa (Argusia gnaphalodes), y verdolaga de playa (Sesuvium maritimum).

## Fauna
La ecorregión forma un hábitat para 32 especies de mamíferos y 244 especies de aves, incluyendo el cabrerito de la ciénaga (Torreornis inexpectata sigmani), vireo cubano (Vireo gundlachii), tacuarita cubana (Polioptila lembeyei), y pechero (Teretistris fornsi).
La ranita pigmea (Eleutherodactylus limbatus) es una especie de rana endémica de esta ecorregión, mientras que la iguana cubana (Cyclura nubila nubila) y varias especies de Anolis son lagartos endémicos de la ecorregión.